# Dendrobium stellare
Dendrobium stellare är en orkidéart som beskrevs av Elizabeth Anne Dauncey. Dendrobium stellare ingår i släktet Dendrobium, och familjen orkidéer. Inga underarter finns listade i Catalogue of Life.